# Alexandru Buhuși
Alexandru Buhuși (n. 31 mai 1990, Iași, România) este un fotbalist român care joacă  pe postul de atacant.
A jucat în prima ligă românească la FC Politehnica Iași, Victoria Brănești și FC Petrolul Ploiești.